# Зоркин, Никита Владимирович
Никита Владимирович Зоркин (3 октября 2000, Санкт-Петербург) — российский хоккеист, защитник.

## Биография
Внук Валерия Гущина, сын Владимира Зоркина.
Воспитанник ЦСКА. Сезон-2017/18 провёл в команде МХЛ «Мамонты Югры» Ханты-Мансийск, со следующего сезона — в системе СКА. В сентябре — октябре 2020 года сыграл 6 матчей в КХЛ. 17 августа 2021 года был обменян в «Сочи» на Германа Рубцова.
3 декабря 2022 года был возвращён в СКА в обмен на Никиту Ващенко. После двух проведённых матчей в конце декабря был отдан в аренду в «Динамо» Минск. С сезона 2023/24 — в «Салавате Юлаеве».